# Camilla Lindholm Borg
Camilla Lindholm Borg (* 26. November 1974 als Camilla Lindholm) ist eine ehemalige schwedische Duathletin und Triathletin. Sie ist Duathlon-Europameisterin (2010, 2011) und Triathlon-Europameisterin auf der Langdistanz (2015).

## Werdegang
Camilla Lindholm begann 2005 mit Triathlon. 2007 konnte sie bei ihrem zweiten Start auf der Triathlon-Langdistanz (3,86 km Schwimmen, 180,2 km Radfahren und 42,195 km Laufen) den Kalmar Triathlon gewinnen – die Vorgängerveranstaltung des Ironman Sweden.

### Europameisterin Duathlon 2010
2010 wurde sie Duathlon-Europameisterin und in Zofingen nach 2009 erneut Dritte bei der Duathlon-Weltmeisterschaft auf der Langdistanz. 2011 konnte sie sich den Titel der Duathlon-Europameisterin auf der Langdistanz sichern.

### Europameisterin Triathlon Langdistanz 2015
Im Juni 2015 wurde Camilla Lindholm Borg in Schweden Sechste bei der ITU-Weltmeisterschaft auf der Triathlon-Langdistanz. Im September wurde sie in den Niederlanden auch im Triathlon Europameisterin auf der Langdistanz.
Im Juli 2018 wurde die damals 43-Jährige Zweite im Ironman UK. Seit 2018 tritt Lindholm nicht mehr international in Erscheinung.
Neben dem Triathlon ist sie auch als Lehrerin an der Uni in Malmö tätig und sie lebt mit ihrem Mann in Helsingborg.

## Sportliche Erfolge
| Datum/Jahr    | Rang | Wettbewerb                | Austragungsort | Zeit     | Bemerkung                                   |
| ------------- | ---- | ------------------------- | -------------- | -------- | ------------------------------------------- |
| 18. Juni 2017 | 2    | Ironman 70.3 Italy        | Pescara        | 04:24:28 |                                             |
| 26. Jan. 2014 | 4    | Ironman 70.3 South Africa | East London    | 04:48:14 | erster Start auf der halben Ironman-Distanz |
| 9. Juni 2010  | 9    | Challenge Kraichgau       | Kraichgau      | 04:43:40 | hinter der Siegerin Rebekah Keat            |

| Datum/Jahr    | Rang | Wettbewerb                                                   | Austragungsort    | Zeit     | Bemerkung |
| ------------- | ---- | ------------------------------------------------------------ | ----------------- | -------- | --- |
| 15. Juli 2018 | 2    | Ironman UK                                                   | Bolton            | 09:24:15 | |
| 3. Dez. 2017  | 3    | Ironman Western Australia                                    | Busselton         | 08:02:00 | verkürzter Kurs als Duathlon                                                                                            |
| 23. Sep. 2017 | 5    | Ironman Italy                                                | Cervia            | 09:34:37 | bei der Erstaustragung                                                                                                  |
| 13. Sep. 2015 | 1    | ETU Challenge Long Distance Triathlon European Championships | Weymouth (Dorset) | 09:41:31 | Europameisterin auf der Langdistanz bei der Challenge Weymouth                                                          |
| 15. Aug. 2015 | 2    | Ironman Sweden                                               | Kalmar            | 09:18:05 | Zweite hinter der Deutschen Astrid Stienen                                                                              |
| 27. Juni 2015 | 6    | ITU Long Distance Triathlon World Championships              | Motala            | 05:52:35 | Triathlon-Weltmeisterschaft auf der Langdistanz                                                                         |
| 1. Nov. 2014  | 2    | Ironman Florida                                              | Panama City       | 08:36:28 | Das Rennen wurde ohne die Schwimmdistanz ausgetragen.                                                                   |
| 5. Okt. 2014  | 5    | Ironman Barcelona                                            | Calella           | 09:19:37 | Fünfte bei der Erstaustragung                                                                                           |
| 16. Aug. 2014 | 3    | Ironman Sweden                                               | Kalmar            | 09:31:38 | |
| 15. Aug. 2010 | 3    | Challenge Copenhagen                                         | Kopenhagen        | 09:26:55 | Dritte bei der Erstauflage in Kopenhagen über die Langdistanz (3,8 km Schwimmen, 180 km Radfahren und 42,195 km Laufen) |
| 2007          | 1    | Kalmar Triathlon                                             | Kalmar            |          | |
| 2006          | 3    | Kalmar Triathlon                                             | Kalmar            |          | |

| Datum/Jahr    | Rang | Wettbewerb        | Austragungsort    | Zeit     | Bemerkung |
| ------------- | ---- | ----------------- | ----------------- | -------- | --- |
| 8. Mai 2011   | DNF  | Powerman Italy    | Valdremara-Lecco  | –        | Rennabbruch – in Führung liegend (10 km Laufen, 75 km Radfahren und 10 km Laufen)                                                            |
| 18. Apr. 2011 | 1    | Powerman Holland  | Horst aan de Maas |          | Sieg und Europameisterin auf der Duathlon-Langdistanz                                                                                        |
| Nov. 2010     | 2    | Powerman Malaysia | Seri Manjung      | 03:03:05 | [ 7 ] |
| 25. Apr. 2010 | 1    | Powerman Holland  | Horst aan de Maas | 03:06:27 | Sieg und Europameisterin (15 km Laufen, 62 km Radfahren und 7,5 km Laufen)                                                                   |
| 2010          | 3    | Powerman Zofingen | Zofingen          | 07:37:08 | Dritte bei der Duathlon-WM (Powerman) auf der Langdistanz (10 km Laufen, 150 km Radfahren und 30 km Laufen) hinter der Siegerin Erika Csomor |
| 19. Apr. 2009 | 2    | Powerman Holland  | Horst aan de Maas |          | Vize-Europameisterin im Duathlon (15 km Laufen, 60 km Radfahren, 7,5 km Laufen) hinter Yvonne van Vlerken und der Deutschen Ulrike Schwalbe  |
| 2009          | 3    | Powerman Zofingen | Zofingen          |          | auf der Langdistanz |

(DNF – Did Not Finish)